# Geißleraue und Aurachwiesen bei Ostheim
Geißleraue und Aurachwiesen bei Ostheim este o arie protejată (arie specială de conservare — SAC, sit de importanță comunitară — SCI) din Germania întinsă pe o suprafață de 159,36 ha, integral pe uscat.

## Localizare
Centrul sitului Geißleraue und Aurachwiesen bei Ostheim este situat la coordonatele 50°07′30″N 10°31′59″E / 50.125°N 10.5331°E.

## Înființare
Situl Geißleraue und Aurachwiesen bei Ostheim a fost declarat sit de importanță comunitară în noiembrie 2004 pentru a proteja 1 specie de animale. Situl a fost protejat și ca arie specială de conservare în aprilie 2016.

## Biodiversitate
Situată în ecoregiunea continentală, aria protejată conține 2 habitate naturale: Liziere de ierburi înalte hidrofile de câmpie și de nivel montan până la alpin, Fânețe de joasă altitudine (Alopecurus pratensis, Sanguisorba officinalis).
La baza desemnării sitului se află o specie protejată de  nevertebrate: phengaris nausithous (Maculinea nausithous).